# Солтыханов, Байсангур
Байсангур Солтыханов (Салтыханов) (1997) — российский армрестлер, победитель первенств России и мира, чемпион мира 2018 года среди молодёжи. Ингуш. Выступает в весовой категории до 80 кг. Поначалу занимался смешанными единоборствами, затем переключился на армрестлинг. Первое время тренировался под руководством своего отца. Затем его наставником стал Иван Доброрезов.